# Federación Española de Baile Deportivo
La Federación Española de Baile Deportivo es la máxima autoridad deportiva de Baile deportivo en España.

## Historia
La organización comenzó en 2006, después de que el 4 de mayo de dicho año el Consejo Superior de Deportes acordase reconocer el Baile Deportivo y de Competición como modalidad deportiva.
El 11 de abril de 2007, se constituyó ante notario, la Agrupación Española de Baile Deportivo “AEBD”, promovida por 16 clubes de Baile Deportivo.
Con 65 clubes, el 29 de julio de 2009 la inscripción en el Registro de Asociaciones Deportivas se realizó con éxito, gozando desde ese momento del mismo reconocimiento y derechos que el resto de Federaciones Deportivas del país.
En octubre de 2011 se convirtió en la Federación Española de Baile Deportivo (FEBD), y dos años después, en 2013, pasó a entrar en la Asamblea del Comité Olímpico Español (COE).
Actualmente forma parte de la Federación Internacional de Baile Deportivo (WDSF en sus siglas en inglés).